# Dick Stotijn
Dirk Jan Cristian (Dick) Stotijn, alias de Danser (Paramaribo, 7 april 1933 - Schoonebeek, 17 oktober 2005), was een Nederlands informant en smokkelaar. Hij werd als informant ingezet door de Nederlandse CRI, de Amerikaanse CIA/DEA en het Duitse BKA.

## Biografie
Stotijn werd geboren in Paramaribo als zoon van een Nederlandse vader – officier in de Troepenmacht in Suriname – en een Surinaamse moeder. Nog kind kreeg hij lepra en sindsdien verplaatste hij zich in een rolstoel. Zijn ene been was geamputeerd en later gebeurde dat ook met zijn andere. Verder was hij zijn meeste vingers kwijt.
Veertien jaar oud, kwam hij op 20 september 1947 aan boord van de Stuyvesant aan in Rotterdam. Het gezin verbleef vervolgens in Huize Gerenstein in Woudenberg in Utrecht. In 1948 volgde hij een opleiding tot draaier in de Jaffa-fabriek in Utrecht en werd hij werkzaam bij motorenfabriek Ensing in Amersfoort. In de jaren 1960/70 woonde hij in Huijbergen in westelijk Noord-Brabant op een boerderij/loods naast een vliegveld. In de zomer van 1981 verhuisde hij met zijn vriendin naar Daarlerveen in Twente.
Stotijn was een kruimeldief, smokkelaar en heler. Hiervoor werd hij een aantal keren veroordeeld. Hij bouwde kennis over en een netwerk in het criminele circuit op en besloot deze in te zetten voor de Centrale Recherche Informatiedienst (CRI). De CRI had een harde klap aan de drugswereld kunnen uitdelen, toen Stotijn een ontmoeting op Aruba had geregeld tussen enkele Surinaamse stromannen en Pablo Escobar. Er wordt gesuggereerd dat het Surinaamse drugskartel dan mogelijk niet van de grond zou zijn gekomen. De CRI mocht echter van hogerhand niet ingrijpen. De lakse houding van de Nederlanders vormde voor de Verenigde Staten de aanleiding om hier zelf regie te nemen. Stotijn was de lakse houding van de CRI eveneens zat en deelde zijn informatie vervolgens ook met de Amerikaanse DEA en het Duitse BKA. Zijn samenwerking met de DEA leidde later tot de arrestatie van Etienne Boerenveen in Miami. Door de betrokkenheid van Boerenveen, als leider van het Nationale Leger, ontstonden de eerste verdenkingen van betrokkenheid bij internationale cocaïnehandel van Desi Bouterse, de machtigste man van Suriname als voorzitter van de Nationale Militaire Raad (zie ook drugs in Suriname).
Stotijn drong door tot de top van de Colombiaanse cocaïnekartels van Colombia. In november 1981 had hij een afspraak op Schiphol met Carlos Lehder en een man in vrouwenkleding die zich voorstelde als Pablo Escobar. Ze bespraken een dealership voor de verkoop van cocaïne in Europa ten behoeve van de financiering van wapens voor de guerrillagroep M-19 in Colombia. De cocaïne werd destijds rechtstreeks verscheept vanuit Colombia naar de haven van Rotterdam.
Sinds zijn naam bekend werd in de onderzoeken van de CIA, zetten verschillende criminelen prijzengeld op zijn hoofd. Om buiten beeld te blijven, woonde hij de laatste twintig jaar van zijn leven in Schoonebeek in Drenthe. Na zijn overlijden was zijn zus ervan overtuigd dat hij vermoord was.